# شاهان دشت
شاهان دشت (بالا لاریجان) (بالفارسية: شاهان‌دشت) هي قرية تقع في إيران في قسم بالا لاریجان الريفي. يقدر عدد سكانها بـ 69 نسمة بحسب إحصاء 2016.